# Riesen-Lauch
Der Riesen-Lauch (Allium giganteum) ist eine Lauch-Art (Allium) und gehört zur Unterfamilie der Lauchgewächse (Allioideae) innerhalb der Familie der Amaryllisgewächse (Amaryllidaceae). Sie stammt aus Vorderasien und Zentralasien: nördliches und westliches Afghanistan, nordöstlicher Iran, südliches Tadschikistan, Turkmenistan und Usbekistan. Als Zierpflanze wird sie in Parks und Gärten sowie als Schnittblume verwendet.

## Beschreibung
Der Riesen-Lauch ist eine ausdauernde krautige Pflanze mit einer Wuchshöhe von 80 bis 150 cm. Die Pflanzenteile verströmen einen leichten Zwiebelgeruch. Dieser Geophyt bildet eine Zwiebel als Überdauerungsorgan, die Durchmesser 4 bis 6 cm und einen Umfang von etwa 17 cm oder mehr besitzt. Die sechs bis acht grundständigen, aufrechten, gräulich-grünen, glatten Laubblätter sind bei einer Länge von bis zu 50 cm und einer Breite von bis zu 5 bis 10 cm breit linealisch bzw. riemenförmig. Die Laubblätter beginnen am Anfang der Anthese abzusterben und zu vertrocknen.
Die Blütezeit fällt in den Sommer. Auf einem bei einem Durchmesser von etwa 1 cm relativ dicken, im Querschnitt runden und hohlen, unbeblätterten Blütenstandsschaft steht der doldige Blütenstand, der bei einem Durchmesser von 10 bis 14 cm kugelförmig ist. Die zwittrigen Blüten sind radiärsymmetrisch und dreizählig. Die sechs gleichgestaltigen Blütenhüllblätter besitzen unterschiedliche Violetttöne und stehen sternförmig zusammen. Es sind sechs Staubblätter vorhanden.
Die Chromosomenzahl beträgt 2n = 16.

## Systematik
Die Erstbeschreibung von Allium giganteum erfolgte durch Eduard August von Regel in Gartenflora, Band 32, 1883, S. 97, Tafel 1113. Ein Synonym für Allium giganteum Regel ist Allium procerum Trautv. ex Regel.
Allium giganteum gehört zur Sektion Compactoprason aus der Untergattung Melanocrommyum in der Gattung Allium.

## Nutzung
Der Riesen-Lauch wird vorwiegend als Zierpflanze in Parks und Gärten sowie manchmal als Schnittblume verwendet.
Die relativ großen Zwiebeln können roh oder gegart gegessen werden; sie sind ungiftig und weisen einen milden Geschmack auf. Die Blätter werden roh oder gegart gegessen. Die Blüten werden roh gegessen und als Dekoration auf Salaten genutzt.
Der Pflanzensaft wird als Repellent gegen Motten eingesetzt. Angeblich vertreiben alle Pflanzenteile Insekten und Maulwürfe.

## Kultivierung
Der Riesen-Lauch benötigt einen nahrhaften, aber wasserdurchlässigen, gut drainierten Boden. Er bevorzugt einen sonnigen, trockenen bis leicht feuchten Standort, verträgt Staunässe aber nur schlecht. Die Zwiebeln werden relativ tief gepflanzt. In Mitteleuropa ist der Riesen-Lauch winterhart. Die Vermehrung erfolgt durch Zwiebelteilung oder durch Samen.